# Movretjakke
Movretjakke (Movretjahke), alternativt Muretjakke, är ett fjäll vars topp befinner sig på skärningen Norge/Sverige, Nord-Trøndelag fylke/Nordland fylke, Jämtlands län/Västerbottens län, Røyrviks kommun/Hattfjelldals kommun och Strömsunds kommun/Vilhelmina kommun. Toppen ligger på 1206 meter över havet och på toppen står riksröse 204. Toppen är även Jämtlands län, Strömsunds kommuns, Frostvikens sockens och Skåarnja naturreservats nordligaste punkt. Ett fåtal små, namnlösa glaciärer ligger sydväst och väster om Movretjakke, nära Jetnamfjellet och Jitneme.